# Stróże (gmina)
Stróże – dawna gmina wiejska istniejąca w latach 1973–1976 w woj. rzeszowskim i nowosądeckim (dzisiejsze woj. małopolskie). Siedzibą władz gminy były Stróże.
Gmina została utworzona 1 stycznia 1973 roku w powiecie gorlickim w woj. rzeszowskim, w składzie trzech sołectw: Polna, Stróże i Wyskitna. Był to jedyny w Polsce przypadek powołania gminy mniejszej od dotychczasowej gromady (gmina = 3495 mieszk. w 1973 r., gromada Stróże = 5779 mieszk. w 1970 r.).
1 czerwca 1975 roku gmina znalazła się w nowo utworzonym woj. nowosądeckim.
15 stycznia 1976 roku jednostka została zniesiona przez połączenie z dotychczasową gminą Grybów w nową gminę Grybów.